# 新庄バイパス
新庄バイパス（しんじょうバイパス）は、国道13号の一部であり、新庄市大字鳥越（鳥越交差点）と同市大字泉田（新泉田橋）を結ぶバイパスである。全線2車線。当初の計画では、尾花沢バイパス・山形北バイパスと、米沢市まで連続して4車線道路になる計画であったが、尾花沢バイパスの尾花沢市大石田街道交差点までで、計画は凍結された。

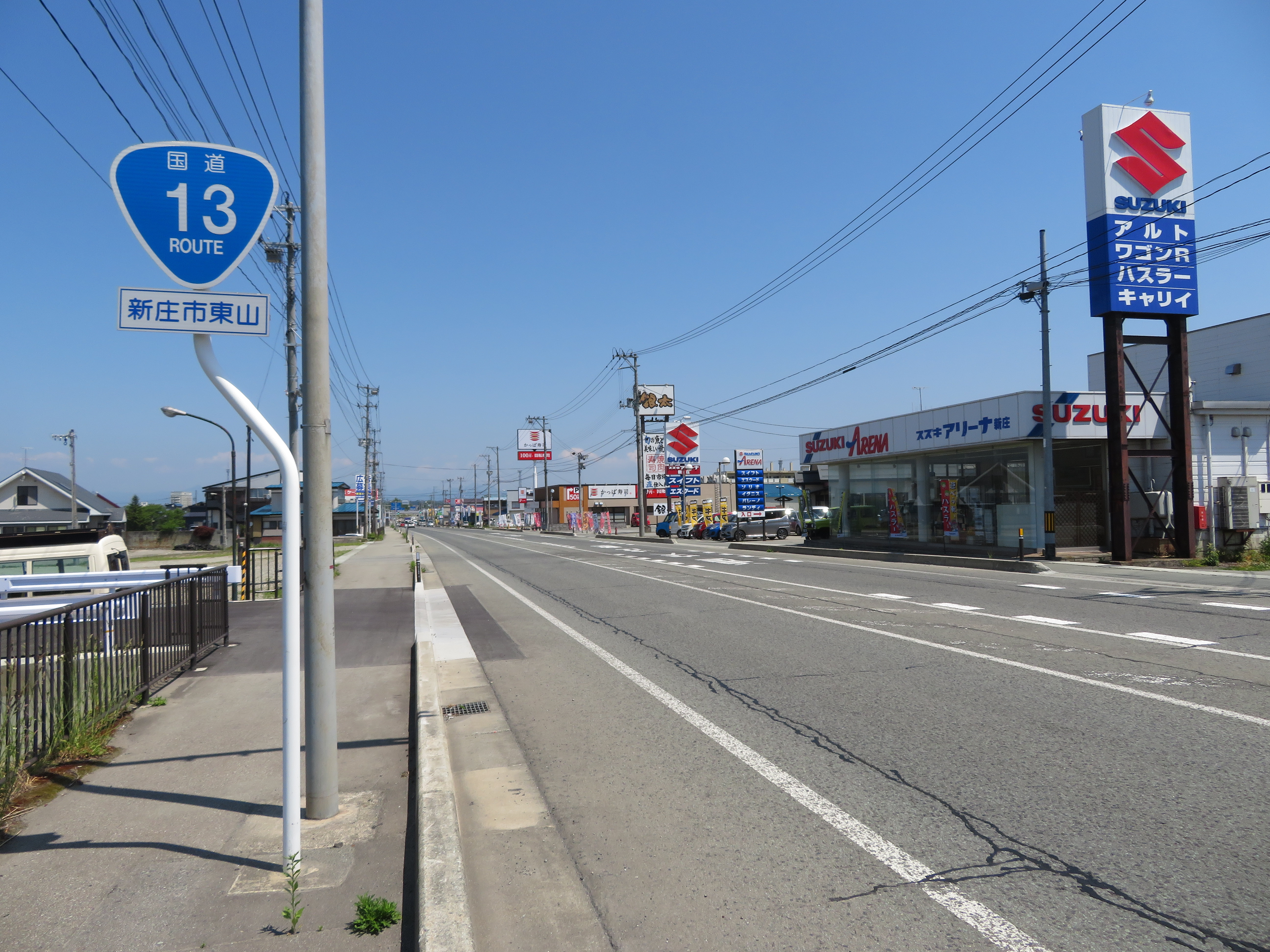
山形県新庄市東山付近

近年、商業施設の集積や市街地化による交通渋滞が激しくなっており、国道13号のボトルネック区間になっている。そのため、新庄市街地を西側に迂回する東北中央自動車道が新庄市昭和地区まで整備されている。

## 歴史
- 1967年（昭和42年）12月 全線開通。